# ライジング・サン (小説)
『ライジング・サン』は、1992年にマイケル・クライトンが発表した小説である。彼の本名で執筆した8作目であり、総計18作目の作品となる。物語は、架空の日本企業「ナカモト」のロサンゼルス本社で発生した殺人事件を描いている。本書はアルフレッド・A・クノップフ社から出版された。初版のカバーアートには、ファッションモデルのジア・キャランジの画像が使用されている。
本作は一見すると探偵小説やミステリー作品のように思えるが、実際には日米関係という論争を呼ぶテーマを扱っており、アメリカのハイテク産業への外国直接投資が本当に利益をもたらすのかという問いを投げかけている。作中では、日本人と西洋人の考え方の違いが特にビジネス戦略や企業文化の面で強調されている。
物語の舞台は明確に示されていない未来のある時点であり、その時代には日本によるアメリカの非暴力的支配がすでに大きく進行している。日本企業は特定の産業分野においてアメリカ企業を完全に駆逐し、ほぼすべての技術分野で日本の技術がアメリカを何年も先行している。そのため、アメリカ人はもはや技術格差を埋める希望すら持てない状況になっている。

## あらすじ
ナカモト・コーポレーションは、ダウンタウン・ロサンゼルスに新本社「ナカモト・タワー」を開設し、その盛大な開業記念パーティーを開催していた。ビルの45階には著名人や要人、地元の政治家が集まっていたが、その上の46階で23歳のシェリル・リン・オースティンが死亡しているのが発見される。ロサンゼルス市警（LAPD）の特別捜査担当官であるピーター・J・スミス警部補が事件を担当することとなり、彼の要請で、日本に住んだ経験があり、日本文化に精通している退役警部のジョン・コナーも捜査に加わる。
ナカモト・タワーに到着した二人は、現場責任者のトム・グラハムから状況を聞く。日本側の対応窓口となっているナカモトの社員・イシグロが、捜査の進行を遅らせており、リエゾン担当者の同席を要求しているという。これは、激しい人種差別主義者であるグラハムが式典を混乱させることを懸念しての正当な要求とも言えるが、コナーには日本側が事件の隠蔽を図っていることが明らかだった。捜査官たちは、46階の監視カメラの映像が何者かによって消去され、警備員たちも意図的に非協力な態度をとっていることに気づく。スミスとコナーは、オースティンの自宅を訪れ、彼女が裕福な日本人の愛人であった可能性を確認する。しかし、すでに彼女の部屋は何者かによって荒らされた形跡があった。彼女の友人やナカモト関係者を何度か訪ねた結果、二人は京都出身の裕福なプレイボーイ、エディ・サカムラを容疑者として浮上させる。しかし、コナーは以前からエディと面識があり、彼の関与を疑いながらも、すぐに釈放するようスミスを説得する。ただし、エディからパスポートを預かることには成功する。
その後、二人はオースティンの検死に立ち会うことになる。残留物の分析結果から、犯人が日本人である可能性が高いと判明する。その直後、イシグロが二人に接触し、監視カメラの映像を提供する。映像は真正なものに見え、そこにはエディ・サカムラが犯人として映し出されていた。事件は解決したと判断し、コナーは自宅へ戻り休息を取ることにする。一方、スミスとグラハムはエディを逮捕するために動く。エディの自宅に到着した二人は、全裸の女性二人に足止めされている間に、エディがフェラーリで逃走する。高速度のカーチェイスの末、エディの車はクラッシュし、炎上。彼は死亡する。
翌日、新聞各紙はスミス、グラハム、コナーの行動を人種差別的であると批判し、警察の過剰な暴力を非難する社説を掲載する。その直後、スミスは警察本部長からの電話を受け、正式に捜査終了が宣言される。しかしスミスは納得せず、監視カメラの映像をコピーするために南カリフォルニア大学（USC）へ向かう。USCでスミスは、日本人学生でコンピューターと映像編集の専門家であるテレサ・アサクマと出会う。彼女はすぐに、映像がコピーされたものであることを見抜く。スミスは映像を複製し、その後ゴルフを終えたコナーを迎えに行く。USCの研究室へ戻る途中、日本人側から高級ゴルフクラブの会員権や格安の不動産取引といった贈賄の申し出を受ける。二人はナカモトに関係する企業を訪れ、犯人の動機を探る中で、この事件が単なる殺人事件ではなく、日米間の大規模な政治・経済戦争の一部であることに気づく。そして、日本がアメリカの電子産業を支配するほどの影響力を持ち、アメリカが日本に大きく依存している現状を理解する。捜査の中で、コナーはスミスに、日本とアメリカの文化の違いや、日本が技術的優位性を維持するために使う様々な策略について教える。
やがて二人は、次期大統領候補として有力視されているアメリカ上院議員のジョン・モートンと会う。モートンは、シリコンバレーの小規模な機械製造企業であるマイクロコン社の日本への売却に強く反対していた。USCでは、スミスとテレサが映像の改ざんを解明し、日本人がエディを犯人に仕立て上げるために映像を操作し、エディの姿を挿入していたことを突き止める。映像の修正を元に戻すと、真犯人はモートン上院議員であり、エディは事件の目撃者だったことが明らかになる。コナーとスミスがスミスのアパートへ戻ると、なんとエディ・サカムラが生きていた。本当に死亡したのは、エディのガレージで監視カメラの映像を探していた日本人警備員のタナカで、彼はパニックになりエディの車で逃走した末に事故死したのだった。三人はモートン議員を問い詰める。モートンはシェリル・オースティンの死に関与していたことを認め、直後に浴室で拳銃自殺する。その直後、激怒したイシグロがエディと二人の刑事の前に現れ、暗に命を狙うような脅迫をする。しかし、エディは不思議なほど冷静だった。その様子から、コナーはエディがまだ監視カメラのオリジナル映像を持っていることを確信する。スミスとコナーがエディの自宅へ向かうと、彼は拷問の末に殺されていた。犯人たちは、盗まれた映像の在り処を聞き出そうとしたのだった。コナーはスミスを自宅まで送る。
翌日、二人はエディが残した映像を確認する。そこには、オースティンがモートンに性的快楽の一環として絞殺されかけた後もまだ生きており、その後、モートンとエディが立ち去った後にイシグロによって意図的に殺害される様子が映っていた。二人はナカモト・タワーへ向かい、重要な会議の最中にイシグロを逮捕しようとする。コナーは、日本側が警察の無線を傍受していることを見越して、無線で出動要請を行い、日本側が逮捕に備えるよう仕向ける。刑事たちは会議に出席している者たちに殺害の映像を見せる。すると、イシグロは上層部の日本人幹部たちがすでに会議室を立ち去っていることに気づく。そして絶望した彼は、ビルから飛び降り自殺する。こうして事件は解決し、コナーはスミスの質問に答えた後、彼をアパートへ送る。物語は、アメリカの日本との未来についてのスミスの考察と、誰もその潜在的な脅威を真剣に受け止めていないという指摘で幕を閉じる。

## 映画
『ライジング・サン』（Rising Sun）は、フィリップ・カウフマン監督による1993年公開のアメリカ映画。

### キャスト
※（）は日本語吹き替え
- ジョン・コナー - ショーン・コネリー（瑳川哲朗）
- ウェッブ・スミス - ウェズリー・スナイプス（山寺宏一）
- トム・グレアム - ハーヴェイ・カイテル（小川真司）
- エディ・坂村 - ケイリー＝ヒロユキ・タガワ（田中正彦）
- ボブ・リッチモンド - ケヴィン・アンダーソン（牛山茂）
- ヨシダ - マコ岩松（丸山詠二）
- ジュンコ - ティア・カレル（高島雅羅）
- シェリル・オースティン - タチアナ・パティッツ（紗ゆり）
- モートン上院議員 - レイ・ワイズ（有本欽隆）
- ウィリー - スティーヴ・ブシェミ（坂口哲夫）
- イシハラ - スタン・エギ（真地勇志）
- タナカ - クライド・クサツ（掛川裕彦）

### 音楽
劇中音楽は武満徹が担当。長きに渡った彼のキャリアの中で唯一の外国映画音楽作品である。
演奏は東京コンサーツ（指揮：岩城宏之）、オープニングとエンディングでは田中誠一率いる「サンフランシスコ太鼓道場」をフィーチャーしており、「和」をイメージしている作風が特徴である。

### サウンドトラック収録楽曲
1. オープニング - Taiko Drum Opening -
2. ドント・フェンス・ミー・イン - Don't Fence Me In -
3. コナー警部のロフトへ - Drive To Connor's Loft -
4. ウェッブ、コナーに会う - Web Meets Connor -
5. ディスクに現れたエディ - Eddie Revealed On Disc -
6. 追跡 - Chase -
7. エディが殺しを目撃した - So Eddie Witnessed The Murder -
8. ヤクザ追跡 - Yakuza Pursit -
9. メドレー - Medley -
10. バラの花びら - Single Petal Of A Rose -
11. ウェッブの告白 - Web's Confession -
12. エディの勝利 - Eddie's Showdown -
13. 暴露されたミステリー - Mystery Figure Revealed -
14. モートン上院議員、ファックスを受ける - Senator Morton Gets Faxed -
15. 津波 -Tsunami -